# Blindsight (novela)
Blindsight es una novela de ciencia ficción dura del escritor canadiense Peter Watts, publicada por Tor Books en 2006. Ganó el premio Seiun a la mejor novela traducida y fue nominada al premio Hugo a la mejor novela, el John W Campbell Memorial Award a la mejor Novela de Ciencia Ficción, y al premios Locus mejor novela de ciencia ficción. La novela sigue a una tripulación de astronautas enviados como la tercera ola, luego de dos series de sondas, para investigar un cometa transneptuniano del cinturón de Kuiper llamado "Burns-Caulfield" que se descubrió que estaba transmitiendo una señal de radio no identificada a un destino aún desconocido en otras partes del Sistema Solar, seguido de su primer contacto posterior. La novela explora cuestiones de identidad, conciencia, libre albedrío, inteligencia artificial, neurología y teoría de juegos, así como evolución y biología.
Está disponible en línea bajo una licencia Creative Commons. Su secuela (o “sidequel”) Echopraxia salió en 2014.

## Trama
En el año 2082, miles de grandes objetos coordinados de origen desconocido, denominados "Luciérnagas", se queman en la atmósfera de la Tierra en una cuadrícula precisa, mientras transmiten momentáneamente a través de una inmensa porción del espectro electromagnético, tomando a la humanidad con la guardia baja y alertando a una innegable presencia extraterrestre. Se sospecha que todo el planeta ha sido inspeccionado en un barrido efectivo. A pesar de la magnitud de esta "Caída de fuego", la política humana pronto vuelve a la normalidad.
Años después, un satélite de observación de cometas se topa con una transmisión de radio que se origina en un cometa, posteriormente llamado 'Burns-Caulfield'. Esta transmisión de haz estrecho se dirige a una ubicación desconocida y, de hecho, no se cruza con la Tierra en ningún punto. Como esta es la primera oportunidad de aprender más sobre los extraterrestres, se envían tres oleadas de naves: la primera son sondas de luz disparadas para un sobrevuelo planetario tan pronto como sea posible del cometa, luego una oleada de sondas más pesadas pero mejor equipadas y, finalmente, una nave tripulada, la "Teseo".
'Theseus es propulsado por un reactor de antimateria y capitaneado por una inteligencia artificial. Lleva una tripulación de cinco hiperespecialistas Transhumanismo de última generación, de los cuales uno es un vampiro reencarnado genéticamente que actúa como el comandante nominal de la misión. Mientras la tripulación está en hibernación en el camino, la segunda ola de sondas que acaba de llegar comienza un escaneo de radar compuesto del subsuelo de Burns-Caulfield, pero esto inmediatamente hace que el objeto se autodestruya. Theseus es redirigido en pleno vuelo al nuevo destino de la señal: una enana submarrón no detectada previamente en lo profundo de la nube de Oort, apodada 'Big Ben'.
La tripulación se despierta de la hibernación mientras el Theseus se acerca al Big Ben. Descubren un objeto gigante oculto en las cercanías y asumen que es una embarcación de algún tipo. Tan pronto como la tripulación descubre la embarcación, inmediatamente los llama por radio y, en una variedad de idiomas que van desde el idioma inglés hasta el idioma chino, se identifica como 'Rorschach'. Determinan que Rorschach debe haber aprendido idiomas humanos al escuchar conversaciones de comunicación desde su llegada, en algún momento después de que comenzara la era de la transmisión. En el transcurso de unos días, ambas partes intercambian muchas preguntas y respuestas. finalmente, Susan James, la lingüista, determina que 'Rorschach' realmente no entiende lo que cualquiera de las partes está diciendo en realidad.
"Theseus" sondea a Rorschach y descubre que tiene secciones huecas, algunas con atmósfera, todas llenas de niveles de radiación que hacen virtualmente imposible la operación remota de maquinaria y que matarían a un ser humano en cuestión de horas. A pesar de esto y de las objeciones de Rorschach, toda la tripulación, excepto el comandante de la misión, entra y explora en una serie de incursiones cortas, utilizando las instalaciones médicas avanzadas de la nave para recuperarse del daño que la radiación inflige en sus cuerpos. Descubren la presencia de organismos de nueve patas altamente evasivos y de rápido movimiento apodados 'Scramblers', de los cuales matan a uno y capturan dos para estudiarlos. Los 'Scramblers' parecen tener órdenes de magnitud más de poder intelectual que los seres humanos, pero usan la mayor parte simplemente para operar su musculatura y órganos sensoriales fantásticamente complejos; son más parecidos a algo así como los glóbulos blancos en un cuerpo humano. Dependen de la radiación y los campos EM de Rorschach para funciones biológicas básicas y parecen carecer por completo de consciencia.
La tripulación explora cuestiones de identidad, naturaleza, utilidad e interdependencia de la inteligencia y la conciencia. Ellos teorizan que la humanidad podría ser una rama inusual de la evolución, desperdiciando recursos corporales y económicos en el ego autoconsciente que tiene poco valor en términos de aptitud darwiniana. Estalla una guerra abierta entre los humanos y los Scramblers y "Theseus" finalmente decide sacrificarse a sí mismo y a su tripulación usando su carga de antimateria para eliminar a Rorschach. Un miembro de la tripulación, el protagonista y narrador Siri Keeton, sale disparado dentro de una nave de escape en una caída de décadas a la Tierra para transmitir la información crucial acumulada a la humanidad. Mientras viaja de regreso al Sistema Solar interior, escucha transmisiones de radio que sugieren que los vampiros se han rebelado y pueden estar exterminando a la humanidad básica.

## Personajes

### Tripulación delTeseo
- Siri Keeton es el narrador y protagonista. Una cirugía cerebral debilitante con fines médicos le ha aislado de su propia vida emocional y le ha convertido en un "sintetista" talentoso, experto en leer las intenciones de los demás de manera imparcial con la ayuda de la cibernética. Está asignado a Theseus para interpretar las acciones de la tripulación especializada e informar estas actividades al Control de la Misión en la Tierra. Se da cuenta de que los otros miembros de la tripulación están resentidos con él por su papel, viéndolo como una entrometido vigilante.
- La mayor Amanda Bates es una especialista en combate que controla un ejército de soldados de combate robóticos.
- Isaac Szpindel es el principal biólogo y médico de la nave. Está enamorado de Michelle, una de las personalidades de Gang.
- Jukka Sarasti es un vampiro y el líder nominal (y aterrador) de la tripulación. Como depredador del Pleistoceno, se alega que es mucho más inteligente que los humanos básicos.
- The Gang son cuatro personalidades distintas en la mente de una mujer, la lingüista de la nave. Tienen la tarea de comunicarse con los extraterrestres, si es posible. Una sola personalidad "surge" para tomar el control de su cuerpo en un momento dado. La personalidad activa se revela a través de un cambio de tono y postura. Estas personalidades expresan ofensa cuando se las denomina "alteraciones". Las personalidades son:
  - Susan James, a quien los demás se refieren como "mamá". Ella es la personalidad "original".
  - Michelle es una mujer tímida, tranquila, sinestésica que tiene una relación sentimental con Szpindel.
  - Sascha es más duro y más abiertamente hostil hacia Siri.
  - Cruncher, un hombre, rara vez aparece y sirve como una instalación avanzada de procesamiento de datos para James.
- Robert Cunningham, el respaldo de Szpindel, es biólogo/médico secundario.
- El Capitán es la inteligencia artificial de la nave. A lo largo de la historia, el Capitán permanece inescrutable y misterioso, generalmente comunicándose directamente solo con Sarasti.

### Personas en la Tierra
- Robert Paglino, el mejor amigo de la infancia de Siri y un ejemplo práctico de las emociones silenciadas de Siri: Siri en realidad no puede sentir "amistad" después de su cirugía cerebral, pero intelectualmente sabe cómo se espera que se comporte como amigo y continúa desempeñando el papel.
- Chelsea, exnovia de Siri. Un tweaker profesional de personalidades humanas.
- Helen Keeton, la madre de Siri, cuya conciencia se ha conectado, al estilo cerebro en un recipiente, a una utopía virtual llamada " Cielo". Como madre, traumatizó a Siri con demandas emocionales e intrusismo en su vida privada.
- Jim Moore es el padre de Siri, un coronel involucrado en la defensa planetaria.

### Alienígenas
- 'Rorschach, una nave u organismo alienígena en órbita baja alrededor de la sub-enana marrón Big Ben. Si bien tiene una inteligencia sobrehumana, gradualmente se hace evidente que "Rorschach" carece por completo de verdadera conciencia o autoconciencia.
- Scramblers, extraterrestres de anaeróbico de 9 patas que habitan en Rorschach y parecen ser parte de él en algún sentido. Al igual que Rorschach, son más inteligentes que los humanos pero no conscientes ni autoconscientes.

## Temas principales
La exploración de la conciencia es el elemento temático central de Blindsight. El título de la novela hace referencia a la condición visión ciega, en la que la visión no es funcional en el cerebro consciente pero sigue siendo útil para la acción no consciente. Se utilizan otras condiciones, como delirio de Cotard y síndrome de Anton-Babinski, para ilustrar las diferencias con respecto a las suposiciones habituales sobre experiencia consciente. La novela plantea preguntas sobre el carácter esencial de la conciencia. ¿Es necesaria la experiencia interior de la conciencia, o es el comportamiento observado externamente la única característica determinante de la experiencia consciente? experiencia emocional interior necesaria para la empatía, o es suficiente el comportamiento empático para poseer empatía? Pulp Writing Relevante para estas preguntas es un elemento de la trama cerca del clímax de la historia , en el que se revela que el capitán vampiro fue controlado por la inteligencia artificial de la nave durante toda la novela.